# Primo di Alessandria
Primo (Egitto, ... – Alessandria d'Egitto, 121) fu il quinto vescovo di Alessandria d'Egitto.
Fu pastore della diocesi dal 109 fino alla sua morte, avvenuta nel 121.

Durante il suo episcopato assistette alla rivolta ebraica di Alessandria contro l'imperatore Traiano (settembre 115) e alla sua repressione da parte del governatore romano Marco Rutilio Lupo nel 116.